# Material físsil
En enginyeria nuclear, un material físsil és un material capaç de sostenir una reacció en cadena de fissió nuclear. Per definició, el material físsil pot sostenir una reacció en cadena amb neutrons de qualsevol energia. L'energia dels neutrons predominant pot venir de qualsevol dels neutrons lents (és a dir, un sistema tèrmic) o dels neutrons ràpids. Les substàncies físsils es poden utilitzar per alimentar els reactors tèrmics, els reactors de neutrons ràpids i els explosius nuclears.

## Físsil vs fissionable
D'acord amb la regla físsil, per a un element pesant amb 90 ≤ Z ≤ 100, els seus isòtops amb 2 × Z - N = 43 ± 2, amb poques excepcions, són físsils (on N = nombre de neutrons i Z = nombre de protons).
"Físsil" és diferent de "fissionable". Un núclid capaç de patir fissió (fins i tot amb una baixa probabilitat), després de la captura d'un neutró d'alta energia es coneix com a "fissionable". Un núclid fissionable que pot ser induït a la fissió amb un neutró tèrmic de baixa energia, amb una alta probabilitat, es coneix com a "físsil." Encara que els termes anteriorment eren sinònims, els materials fissionables inclouen també aquells (com ara l'urani 238) que poden ser fissionats només amb neutrons d'alta energia. Com a resultat, els materials físsils (com l'urani 235) són un subconjunt dels materials fissionables.